# Eleutharrhena macrocarpa
Eleutharrhena macrocarpa là một loài thực vật có hoa trong họ Biển bức cát. Loài này được (Diels) Ecrman mô tả khoa học đầu tiên năm 1975.